# Bollnäs (comune)
Bollnäs è un comune svedese di 26 273 abitanti, situato nella contea di Gävleborg. Il suo capoluogo è la cittadina omonima.

## Località
Nel territorio comunale sono comprese le seguenti aree urbane (tätort):
- Arbrå
- Bollnäs
- Kilafors
- Lottefors
- Rengsjö
- Segersta
- Sibo
- Vallsta

## Amministrazione

### Gemellaggi
- Nykøbing Mors
- Flekkefjord
- Kankaanpää
- Misburg-Anderten
- Shepton Mallet
- Ogre